# Daichi Ishikawa
Daichi Ishikawa (japanisch 石川 大地 Ishikawa Daichi; * 22. Februar 1996 in Kamisu) ist ein japanischer Fußballspieler.

## Karriere
Ishikawa erlernte das Fußballspielen in den Schulmannschaften der Kamisu Daini Jr High School und der Mito Keimei High School sowie in der Universitätsmannschaft der Toin University of Yokohama. Seinen ersten Vertrag unterschrieb er 2018 beim FC Gifu. Der Verein aus Gifu, einer Großstadt in der Präfektur Gifu auf Honshū, der Hauptinsel von Japan, spielte in der zweiten japanischen Liga, der J2 League. Von Juli 2019 bis Saisonende wurde er an den Drittligisten Azul Claro Numazu nach Numazu ausgeliehen. Für den Verein absolvierte er 14 Ligaspiele. Nach Vertragsende in Gifu wechselte er im Januar 2021 zum ebenfalls in der dritten Liga spielenden Gainare Tottori. Für den Verein, der in der Präfektur Tottori beheimatet ist, bestritt er 57 Drittligaspiele. Dabei schoss er 21 Tore. Zu Beginn der Saison 2023 unterschrieb er in Kumamoto einen Vertrag beim Zweitligisten Roasso Kumamoto. Nach zwei Spielzeiten, in denen er 44 Ligaspiele bestritt, wechselt er im Januar 2025 zum ebenfalls in der zweiten Liga spielenden JEF United Ichihara Chiba.